# Che sia Natale
Che sia Natale è un singolo della cantautrice italiana Annalisa Minetti e del cantante polacco Krzysztof Antkowiak, pubblicato il 20 dicembre 2019. Il singolo è uscito anche in Polonia.
L'autore sia del testo che della musica è Dariusz Bednarski, mentre gli arrangiamenti sono stati affidati a Stefano Tedeschi, Danilo Di Lorenzo e Ignazio Marcia.
Il 20 dicembre 2019, nel giorno stesso della pubblicazione del singolo, viene pubblicato il video musicale per la regia di Enzo Basile.

## Tracce
1. Che sia Natale – 3:54 (Dariusz Bednarski)